# Avenida Heitor Beltrão
Avenida Heitor Beltrão é um logradouro do bairro da Tijuca, na Zona Norte do Rio de Janeiro.

## História
Tem início na Rua Professor Gabizo e finda na Rua Conde de Bonfim próximo à Praça Sáenz Peña. Anteriormente denominada Avenida Trapicheiro, recebeu esta denominação em 18 de janeiro de 1956, pelo Decreto 13.141, em homenagem a Heitor da Nóbrega Beltrão, advogado, jornalista e parlamentar.